# Gradac, Pljevlja
Gradac este un oraș din comuna Pljevlja, Muntenegru. Conform datelor de la recensământul din 2003, orașul are 364 de locuitori (la recensământul din 1991 erau 462 de locuitori).

## Demografie
În orașul Gradac locuiesc 307 persoane adulte, iar vârsta medie a populației este de 42,8 de ani (38,9 la bărbați și 46,3 la femei). În localitate sunt 128 de gospodării, iar numărul mediu de membri în gospodărie este de 2,84.
Populația localității este foarte eterogenă.
|  |

| Demografie | Demografie | Demografie |
| An         | Locuitori  | Locuitori  |
| ---------- | ---------- | ---------- |
|            |            |            |
|            |            |            |
|            |            |            |
|            |            |            |
| 1948       | 130        |            |
| 1953       | 291        |            |
| 1961       | 925        |            |
| 1971       | 810        |            |
| 1981       | 637        |            |
| 1991       | 462        | 462        |
| 2003       | 378        | 364        |

| \| Componența etnică conform recensământului din 2003[2] \| Componența etnică conform recensământului din 2003[2] \| Componența etnică conform recensământului din 2003[2] \| Componența etnică conform recensământului din 2003[2] \| Componența etnică conform recensământului din 2003[2] \| \| ----------------------------------------------------- \| ----------------------------------------------------- \| ----------------------------------------------------- \| ----------------------------------------------------- \| ----------------------------------------------------- \| \| \| \| \| \| \| \| Sârbi \| Sârbi \| \| 211 \| 57,96% \| \| Muntenegreni \| Muntenegreni \| \| 60 \| 16,48% \| \| Bosniaci \| Bosniaci \| \| 44 \| 12,08% \| \| Musulmani \| Musulmani \| \| 41 \| 11,26% \| \| necunoscută \| necunoscută \| \| 0 \| 0% \| |              |  |     |        |
| Componența etnică conform recensământului din 2003 |              |  |     |        |
| |              |  |     |        |
| Sârbi | Sârbi        |  | 211 | 57,96% |
| Muntenegreni | Muntenegreni |  | 60  | 16,48% |
| Bosniaci | Bosniaci     |  | 44  | 12,08% |
| Musulmani | Musulmani    |  | 41  | 11,26% |
| necunoscută | necunoscută  |  | 0   | 0%     |